# Västerbodarna
Västerbodarna – miejscowość (tätort) w Szwecji, w regionie administracyjnym (län) Västra Götaland, w gminie Alingsås.
Według danych Szwedzkiego Urzędu Statystycznego liczba ludności wyniosła: 1123 (31 grudnia 2015), 1339 (31 grudnia 2018) i 1353 (31 grudnia 2019).